# NGC 795
NGC 795 (również PGC 7552) – galaktyka eliptyczna (E-S0), znajdująca się w gwiazdozbiorze Erydanu. Odkrył ją John Herschel 27 października 1834 roku.